# Ecliptopera leucoglyphica
Ecliptopera leucoglyphica là một loài bướm đêm trong họ Geometridae.